# Trnová (Észak-plzeňi járás)
Trnová település Csehországban, az Észak-plzeňi járásban. Trnová Kaznějov, Krašovice, Horní Bříza, Žilov és Tatiná településekkel határos. Lakosainak száma 987 fő (2024. január 1.).

## Népesség
A település lakosságának változását az alábbi diagram mutatja:
| Lakosok száma | 311  | 477  | 781  | 1020 | 812  | 797  | 893  | 930  | 946  | 987  |
|               | 1869 | 1890 | 1921 | 1950 | 1980 | 2001 | 2017 | 2019 | 2022 | 2024 |